# البدر (جامو وكشمير)
البدر (بالأردية: پورا چاند) هي جماعة إسلامية مسلحة تعمل في ولاية جامو وكشمير المتنازع عليها، تزعم الهند أنها أداة تابعة لوكالة الاستخبارات الباكستانية، تأسست في يونيو عام 1998، حيث انفصلت عن حزب المجاهدين، شارك أغلب عناصرها في القتال في أفغانستان عام 1990 كجزء من الحزب الإسلامي الأفغاني بقيادة غلبدين حكمتيار. تحظرها حكومة الهند والولايات المتحدة الأمريكية وتعتبرها منظمة إرهابية.
في 2002 تقريبًا أعلنت الجماعة عضويتها في مجلس الجهاد المتحد، وهو تحالف للمسلحين المتمركزين في باكستان وينشطون في ولاية جامو وكشمير، يدعي البعض أنهم الجناح المسلح للجماعة الإسلامية في كشمير، ويُزعم البعض الآخر أنهم على صلة بتنظيم القاعدة. الغرض المعلن للتنظيم هو تحرير جامو وكشمير الهندية للاندماج مع باكستان، ورفض فكرة المفاوضات مع الهند، والدعوة إلى تعزيز الجهاد.